# Kurthi Jafarpur
Kurthi Jafarpur es una ciudad censal situada en el distrito de Mau en el estado de Uttar Pradesh (India). Su población es de 14157 habitantes (2011). 

## Demografía
Según el censo de 2011 la población de Kurthi Jafarpur era de 14157 habitantes, de los cuales 7220 eran hombres y 6937 eran mujeres. Kurthi Jafarpur tiene una tasa media de alfabetización del 81,99%, superior a la media estatal del 67,68%: la alfabetización masculina es del 87,41%, y la alfabetización femenina del 76,34%.